# Liparis agassizii
Espèce
Synonymes
- Liparis agassizi Putnam, 1874[1]
- Liparis takashimensis Nojima, 1936[1]

Liparis agassizii est une espèce de poissons marins de la famille des Liparidae (les « limaces de mer »).

## Systématique
L'espèce Liparis agassizii a été décrite en 1874 par l'ichtyologiste Frederic Ward Putnam (1839-1915).

## Répartition
Liparis agassizii se rencontre dans le Pacifique nord depuis la surface jusqu'à une profondeur de 100 m.

## Description
Liparis agassizii mesure jusqu'à 44 cm de longueur totale et la maturité est atteinte lorsque les individus atteignent 28 à 30 cm. Sa couleur générale est brune, grise ou noirâtre.

## Étymologie
Son épithète spécifique, agassizii, lui a été très certainement donnée en l'honneur de Louis Agassiz (1807-1873) qui a été le directeur de thèse de l'auteur.

## Publication originale
- (en) Frederic Ward Putnam, « Notes on Liparis, Cyclopterus and their allies », Proceedings of the American Association for the Advancement of Science, vol. 22,‎ juin 1874, p. 335-340 (ISSN 1064-9212).